# Carta de ajuste de Televisión Española

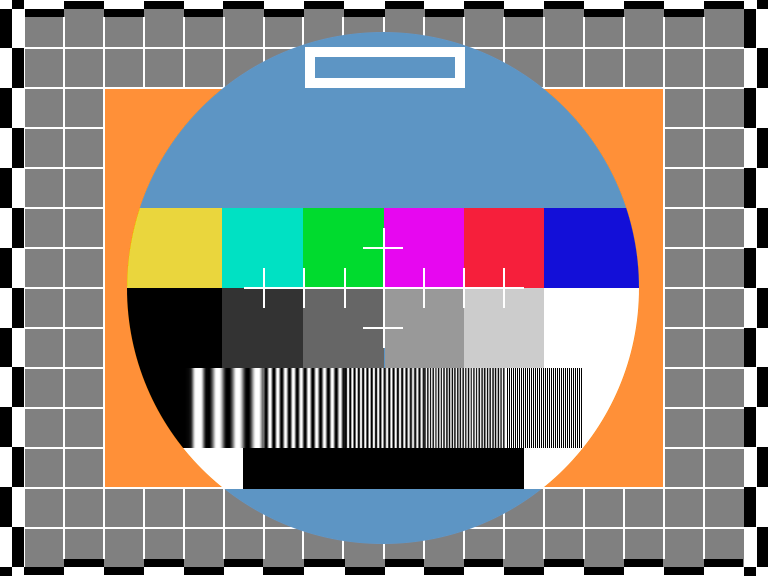
Recreación de la carta de ajuste de TVE

La carta de ajuste en color de TVE fue una carta de ajuste analógica electrónica usada por Televisión Española desde la introducción de las emisiones en color en 1975.  Es notable por su diseño único, creado por el ingeniero danés Finn Hendil en 1973, bajo la supervisión de Erik Helmer Nielsen, en el laboratorio de televisión y equipos de prueba de Philips en la localidad de Brøndby, cerca de Copenhague, el mismo equipo que desarrolló la más popular Philips PM5544. Reemplazó un diseño anterior en blanco y negro, desarrollada por Eduardo Gavilán.

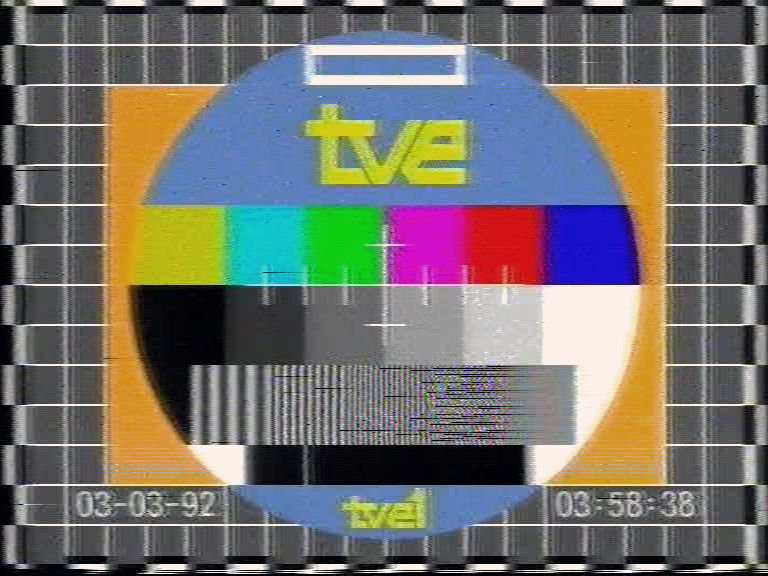
Versión de 1990-1993, grabada el 3 de marzo de 1992

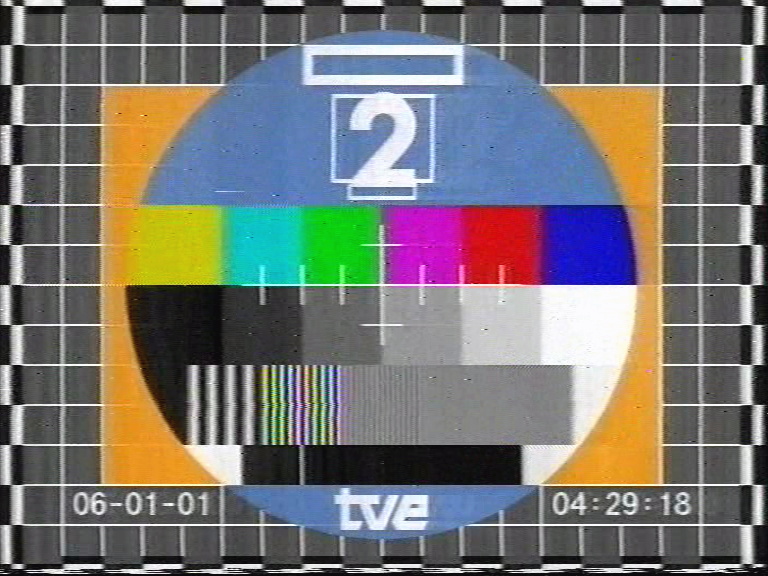
Versión de 1993-2001, grabada el 6 de enero de 2001, último día que la emitió La 2 antes de pasar a emitir 24 horas

La carta de ajuste era considerada parte de la programación de televisión, y aparecía en las listas de programación publicada en periódicos y revistas. Se decía que, en algunos días, era el programa más visto, ya que la gente la miraba mientras esperaba que la programación del día empezara. También era relevante en el contexto de los días de huelga, ya que la aparición de la carta de ajuste en lugar de la programación habitual se consideraba una señal del éxito de ésta..
Se usó en varios canales de TVE, como en La Primera, La 2, Canal Clásico, Teledeporte o TVE Internacional.
Con el inicio de la emisión continua las 24 horas, la carta de ajuste se dejó de emitir. Desapareció de la programación de La Primera el 24 de octubre de 1995 y de La 2 en la mañana del 6 de enero de 2001, aunque se emitió aún de forma esporádica en Teledeporte y TVE Internacional hasta 2005.

## Elementos
Ya que Televisión Española adoptó el sistema PAL en color en 1975, la carta de ajuste contiene elementos específicos para ajustar el color. Como la carta la creó el mismo equipo que ideó la PM5544,  la carta de ajuste de TVE tiene muchos elementos en común con esta, como las barras de color y en grises o las cuadrículas, pero introduce algunas diferencias, como el círculo y rectángulo de fondo en color.

### Castellación
Las cajas de color alterno en blanco y negro del borde se llaman castellaciones. Estas se usan para ajustar el overscan (las castellaciones deben ser visibles) y para comprobar la respuesta en baja frecuencia de la cadena de emisión.

### Rejilla
En el fondo de la carta hay una rejilla formada por cuadrados perfectos de líneas de blanco 100% intenso.
Este elemento sirve para:
- Verificar la geometría de la imagen con el tamaño horizontal y vertical, y el efecto cojín o barril del tubo de la imagen,
- Ajustar la convergencia del tubo de la imagen, ajustando cada uno de los tres rayos de electrones de cada color en el mismo sitio,
- Ajustar el foco del tubo,
- Comprobar la pureza del color del tubo, mostrando la intensidad del gris del 50% de fonso.

### Rectángulo
Este elemento está formado por un rectángulo naranja de contorno blanco, ubicado en el centro de la imagen..
Este elemento sirve para:
- Comprobar el correcto retardo de la crominancia, fundamental para el funcionamiento del sistema PAL.
- Comprobar distorsiones de la imagen a baja frecuencia.
- Ajustar la saturación máxima.

Los detalles de señal de este elemento son:
| Color   | Luminancia | Amplitud de croma | Croma Φ | Saturación |
| ------- | ---------- | ----------------- | ------- | ---------- |
| Naranja | 0.66       | 0.369             | 135º    | 0.99       |

### Círculo
Este elemento es un círculo de color azul, ubicado también en el círculo de la imagen. De diámetro de 512 líneas, se sobrepone en el rectángulo anterior. Este elemento da una idea rápida de la geometría de la imagen. 
Los valores de señal de este elemento son:
| Color      | Luminancia | Amplitud de croma | Croma Φ | Saturación |
| ---------- | ---------- | ----------------- | ------- | ---------- |
| Azul claro | 0.45       | 0.169             | -45°    | 0.87       |

### Caja
Ubicada en la parte superior del círculo, sirve para verificar la respuesta a baja frecuencia de la cadena de transmissión.

### Barras de color
Dentro del círculo hay una sección con las barras de color a 75% de amplitud y 100% de saturación, conocidas como barras de color EBU, que sirven para comprobar los valores de crominancia en un vectorscopio o en un monitor de forma de onda.
Los valores de señal de este elemento son:
| Color    | Luminancia | Amplitud de croma | Croma Φ |
| -------- | ---------- | ----------------- | ------- |
| Amarillo | 0.67       | 0.336             | 167.1º  |
| Cian     | 0.53       | 0.474             | 283.5º  |
| Verde    | 0.44       | 0.443             | 240.7º  |
| Magenta  | 0.31       | 0.443             | 60.7º   |
| Rojo     | 0.23       | 0.474             | 103.5º  |
| Azul     | 0.086      | 0.336             | 347.1º  |

### Parrilla de centro
En el centro hay unas líneas de color blanco que forman una parrilla, entre las barras de color y las de blanco y negro. Estas sirven para comprobar la convergencia del tubo de rayos catódicos al centro de la pantalla.

### Barras en blanco y negro
Bajo las barras de color hay unas barras en escala de grises. Estas sirven para ajustar la gama del receptor, y para comprobar la linearidad de la cadena de transmisión. 
El valor de brillo sube en pasos del 20%, de la siguiente forma:
| 0% | 20% | 40% | 60% | 80% | 100% |

### Barras de rejilla
Dentro del círculo, hay una rejilla de barras alternas en blanco y negro. Estas corresponden a las frecuencias horizontales de 0.5, 1.25, 2.25, 4.2 y 4.8 MHz. Las dos últimas muestran deliberadamente interferencia de la portadora de color PAL, en 4.43 MHz.

### Señal de pulso
Debajo de las rejillas de frecuencia hay una señal de pulso, que consiste en un rectángulo negro con una línea vertical, que corresponde a un pulso de 2T. Esta señal muestra el estado de la cadena de transmissión a altas frecuencias, así como si existe efecto ghosting debido a problemas de eco.

### Identificación del canal
Por último, era habitual que se añadiera el logotipo del canal ("TVE", "La Primera", "TVE2", "Teledeporte", "Canal Clásico", "TVE Internacional"), así como un reloj.